# Leolyn Dana Wilgress
Leolyn Dana Wilgress (* 20. Oktober 1892 in Vancouver; †  21. Juli 1969 in Ottawa) war ein kanadischer Diplomat.

## Leben
Wilgress trat 1914 in den Trade Commissioner Service (auswärtigen Dienst). Anschließend war er in Russland und Rumänien akkreditiert. Von 1922 bis 1932 war er kanadischer Handelskommissar in Hamburg. 1932 wurde er Leiter des Commercial Intelligence Service in Ottawa. In den 1930er Jahren war er ein maßgeblicher Handelsunterhändler.
1940 wurde er stellvertretender Minister für Handel und Gewerbe. 1942 wurde er als Gesandter nach Moskau gesandt; 1944 wurde die Gesandtschaft zur Botschaft aufgewertet.
Nach Ende des Zweiten Weltkriegs war er 1947 bis 1948 Botschafter bei der Schweizerischen Eidgenossenschaft in Bern und 1948 bis 1949 Vertreter der kanadischen Regierung bei den Vereinten Nationen in Genf. 1949 wechselt er als Hochkommissar nach London, von Juni 1952 bis August 1953 war er Staatssekretär im Außenministerium und stellvertretender Außenminister Kanadas. 1953 bis 1958 war er Ständiger Vertreter Kanadas bei OECD (ab 9. Juni 1953) und NATO (ab 6. September 1953) in Paris.